# Simone Hanselmann
Simone Hanselmann (Mülheim an der Ruhr, 6 de diciembre de 1979) es una actriz alemana.
Simone Hanselmann se dio a conocer en el concurso Gesicht '96 y a continuación trabajó como modelo internacional. Entre los años 1998 y 1999, interpretó a la bulímica modelo Anna Meisner (que debido a un trastorno de identidad se desdoblaba en Judith Unger y Susi) en la serie Gute Zeiten – Schlechte Zeiten.
Ha trabajado en películas como Flashback – Mörderische Ferien y en la adaptación para el cine de la obra de Rosamunde Pilcher, Flammen der Liebe. También actuó en obras de teatro y series de televisión como Berlin, Berlin, Krista y SOKO Kitzbühel.
Entre los años 2004 y 2005 participó en el rodaje de la serie Schulmädchen. En 2007, encarnó a Edda König, en la serie de la cadena ProSieben, Alles außer Sex. También en 2007, rodó Un juego de inteligencia.
En 2009, participó con un papel protagonista en el primer reparto de la serie Lasko – Die Faust Gottes. En 2010, protagonizó la comedia de situación de la RTL, Carla.

## Filmografía

### Películas
- 2000: Flashback – Mörderische Ferien como Lissy Schröder
- 2000: Girl
- 2001: 99 Euro – Der Hüpfer
- 2001: Zwei Engel auf Streife (Pilotfilm) como Laura Koslowski
- 2002: Schulmädchen (Pilotfilm) como Stella
- 2002: Rosamunde Pilcher – Flammen der Liebe / Paradies der Träume como Monica
- 2002: Click
- 2003: Polly Blue Eyes
- 2004: Hai-Alarm auf Mallorca como Tina Stein
- 2004: Alles außer Sex (Pilotfilm) como Edda
- 2007: Free Rainer – Dein Fernseher lügt (como Anna)
- 2007: Das Traumhotel: China como Anna

### Series
- 1998–1999: Gute Zeiten – Schlechte Zeiten como Anna Meisner/Judith Unger/Susi
- 2001–2002: Zwei Engel auf Streife como Laura Koslowski
- 2002: Krista
- 2003: Berlin, Berlin
- 2003: Unser Charly
- 2004: SOKO Kitzbühel als Michelle Walter, Gastauftritt
- 2004: In aller Freundschaft
- 2004-2005: Schulmädchen como Stella
- 2005-2007: Alles außer Sex como Edda
- 2005: Wilde Engel como Britta Koch, Gastauftritt
- 2005/06: Tierärztin Dr. Mertens como Alexandra
- 2008: Alarm für Cobra 11 "Schattenmann" como Staatsanwältin Saskia Ehrbach

## Teatro
- Therapie zwecklos (Colonia)
- Café Lichtenberg (Colonia)

## Premios
- 2000: Nominación en el New Faces Award como mejor actriz promesa por Flashback – Mörderische Ferien.[4]
- 2008: Undine Award como mejor actriz joven por Un juego de inteligencia.[5]